# Xanten
Xanten [ˈksantən] är en stad i västra Tyskland, i Kreis Wesel som ligger i förbundslandet Nordrhein-Westfalen. Staden har cirka 22 000 invånare och är en del av storstadsområdet Rheinschiene.

## Historik
Xanten fanns redan under romartiden och är över 2000 år gammal. Orten började som romersk lägerstad och hade namnet Vetera Castra. Xanten fick stadsrättigheter 1228, och 1263 startade bygget för Xantens domkyrka.
Xanten omnämns i hjälteeposet Nibelungenlied som Sigurd Fafnesbanes (Siegfrieds) födelseort.